# Pierre Théron
Pierre Théron, né Jules Georges Pierre Théron le 22 juillet 1918 à Nérac et mort le 22 décembre 2001 à Mérignac, est un artiste peintre, sculpteur, mosaïste, fresquiste, auteur nombreux cartons de tapisseries d'Aubusson français.
Son fils, Dominique Théron, lui a consacré un court métrage, L'Été perdu, récompensé par un César du meilleur court métrage documentaire en 1988.

## Biographie
Pierre Théron étudie à l'école des beaux-arts de Bordeaux, dans l’atelier de René Buthaud et d’André Caverne. En 1942, il est reçu premier au concours d'entrée de l'École nationale des beaux-arts de Paris où il suit les ateliers de André Lhote et Jean Dupas. Il rencontrera cette année-là, Simone de Beauvoir. Il se réfugie ensuite dans le Tarn, sous le régime de Vichy. À la libération, il retourne à Paris, où il fréquente Boris Vian, Roland Petit et Les Frères Jacques.
Dans les années 1970, il conçoit un ensemble de décorations murales (mosaïque en façade, tapisserie en intérieur) pour la Maison du Paysan au 13, rue Ferrère à Bordeaux.

## Œuvres
Œuvres au catalogue interministériel :
- Bouquet au coquillage, peinture
- Eglise de Saillé, peinture
- Pigeonnier dans le Tarn, peinture
- Paysage, peinture

## Salons
- Salon des indépendants

## Expositions
- Du 8 juin au 14 juillet 2006 à Bordeaux
- Du 24 juin au 23 septembre 2016, Variations, salle Poyenne, archives départementales de la Gironde.